# Kamienie rai

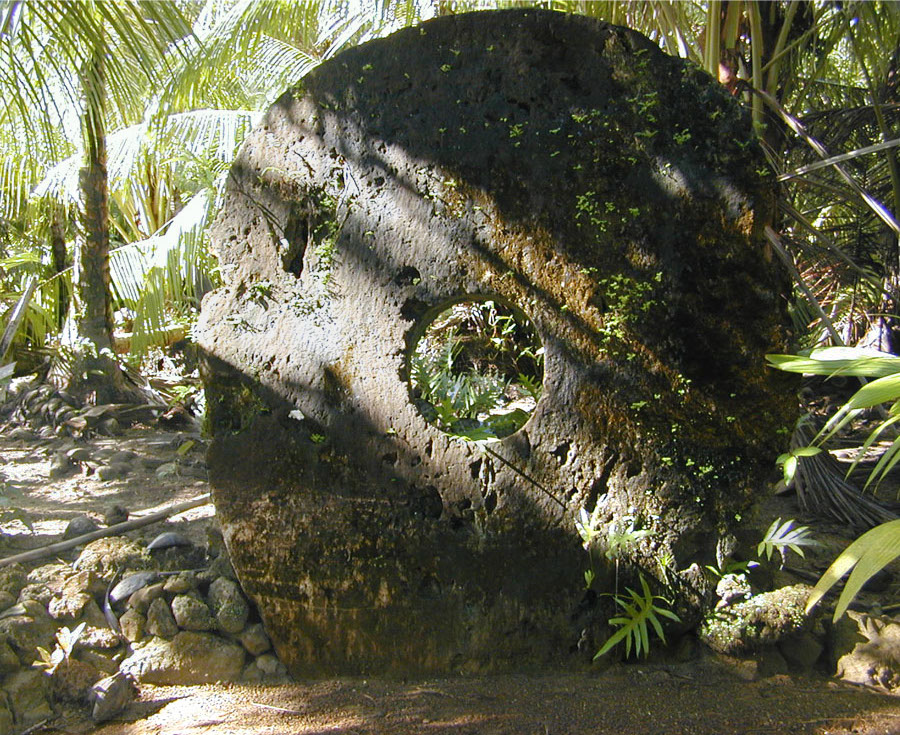
Kamień rai we wsi Gachpar

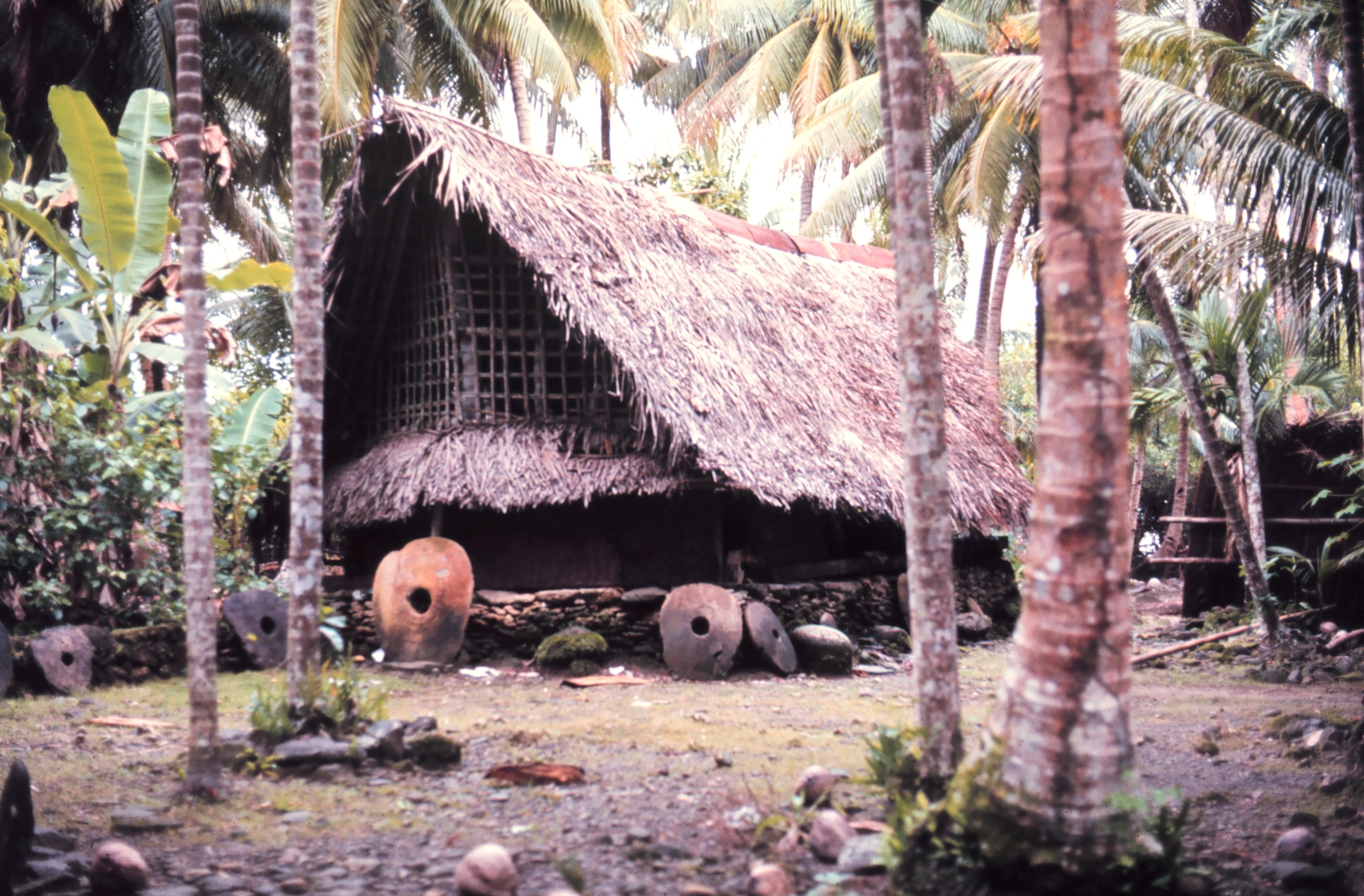
Kamienie rai oparte o tradycyjną chatę ludu Yap

Kamienie rai (lub fei) – duże, kamienne dyski wytwarzane dawniej przez mieszkańców wyspy Yap i sąsiednich wysp Mikronezji, tradycyjnie wykorzystywane tam jako środek płatniczy. Chociaż ich wyrobu zaprzestano w 1931 roku, do dziś możliwa jest wymiana handlowa z ich użyciem. 
Na wyspie kamienie rai leżą licznie na skraju dróg albo wśród zabudowań. Kiedy kamień zmienia właściciela, zwykle pozostawiany jest na miejscu z powodu swojego ciężaru i związanych z nim trudności z transportem, a miejscowa ludność zapamiętuje, do kogo dany kamień należy. 

## Wyrób i transport

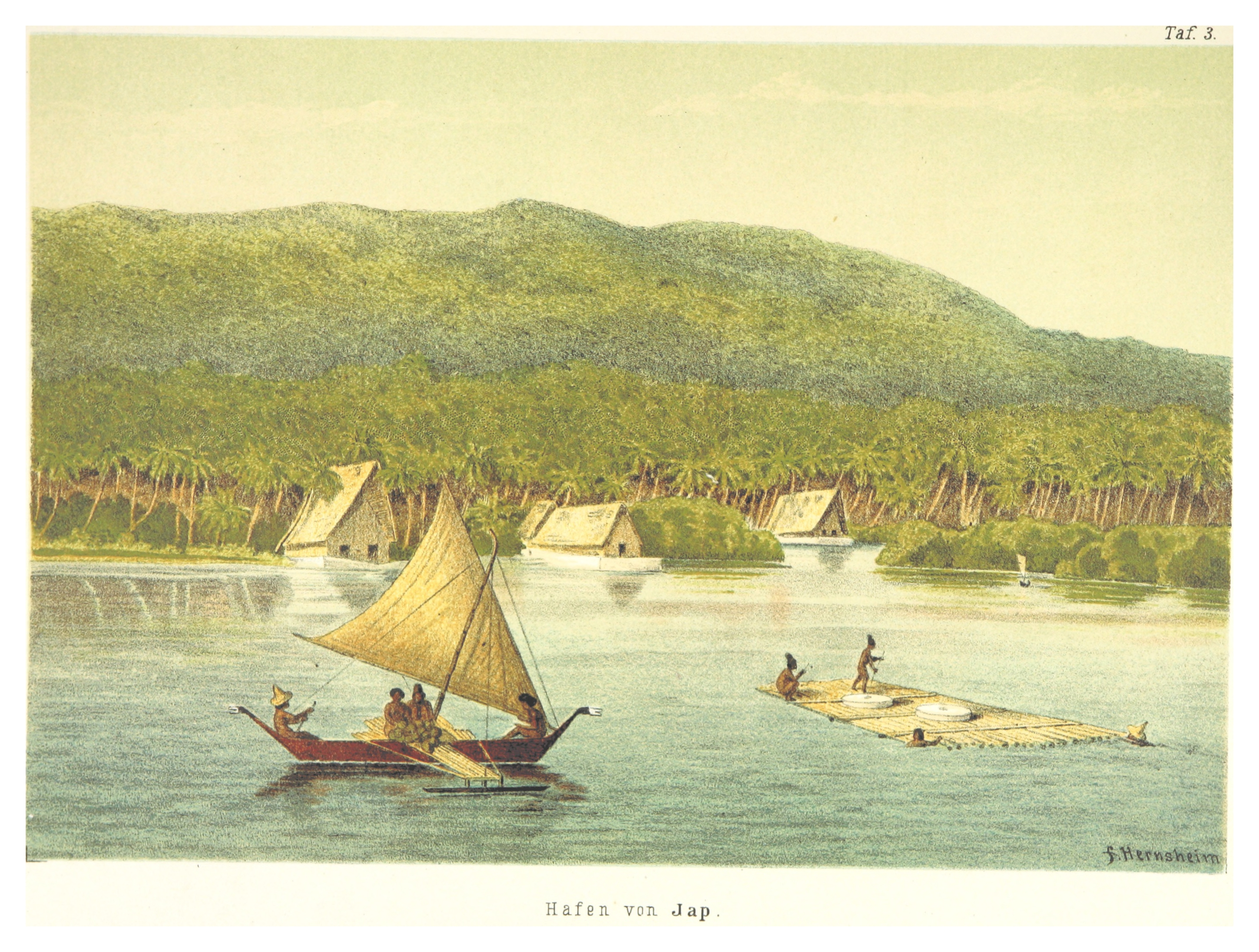
Dwa kamienie docierają do wyspy Yap na tratwie (około 1880 r.)

Średnica kamiennych dysków waha się od kilkunastu centymetrów do 4 metrów, a ich ciężar może przekraczać nawet 5 ton. Kamienie zbudowane są przede wszystkim z aragonitu i kalcytu. Minerały te nie występują jednak na wyspie, a kamienie były dawniej sprowadzane z wyspy Palau, leżącej ok. 400 km na południowy zachód od Yap. Odległość tę pokonywano w pięcioosobowych łodziach pływakowych typu waka albo na bambusowych tratwach. W kamieniach wybijano otwór, żeby można je było przenieść na brzeg. Większe kamienie wytwarzane były już na brzegu, a następnie budowano wokół nich tratwę. 

## Zastosowanie i wartość
Kamienny pieniądz używany był w przeszłości wyłącznie przez mężczyzn. Dzisiaj jest jeszcze sporadycznie wykorzystywany przy zawieraniu symbolicznych umów, takich jak np. przeniesienie prawa użytkowania ziemi (ziemia na wyspie nie jest własnością prywatną). Kamień z reguły pozostaje wówczas na miejscu, zmienia się tylko jego właściciel. Kamienie są też symbolem narodowym, a ich rysunki umieszczane są m.in. na miejscowych tablicach rejestracyjnych.
Wartość kamienia zależała nie tylko od wielkości i jakości wykonania, ale także od jego historii. Jeżeli podczas powstawania kamienia zginęło wielu ludzi – albo nie zginął nikt – lub sprowadził go np. jakiś sławny żeglarz, to wartość kamienia rosła.

## Historia
Przez wieki mieszkańcy wyspy pozyskiwali kamienie od Palauan w zamian za ozdoby, orzechy kokosowe i koprę. W 1871 roku na wyspę trafił Amerykanin David Dean O'Keefe. Pomagał on tubylcom w pozyskiwaniu kamieni i otrzymywał w zamian koprę i strzykwy, które sprzedawał potem w Hongkongu. Dorobił się w ten sposób fortuny i zaopatrzył ludność Yap w nowoczesne narzędzia. Pozyskiwanie kamieni rai stało się przez to łatwiejsze, a w konsekwencji zaczęła spadać ich wartość. 
Handel kamieniami rai ostatecznie ustał na początku XX wieku w wyniku sporów między Hiszpanami i Niemcami o wpływy w Mikronezji. Kiedy Cesarska Armia Japońska zajęła wyspę w czasie II wojny światowej, część kamieni wykorzystywana była jako materiał budowlany albo kotwice.
Współcześnie kamienie rai są prawnie chronione jako dziedzictwo kulturowe Mikronezji.

## Stanowiska archeologiczne
W 2004 roku zespół stanowisk archeologicznych w Mikronezji i Palau, związanych z produkcją kamieni rai, został nominowany do umieszczenia na liście światowego dziedzictwa UNESCO. Propozycja ta dotychczas nie uzyskała akceptacji Komitetu UNESCO. Do zgłoszonych obiektów zaliczają się palauskie kopalnie Uet el Daob ma Uet el Beluu i Chelechol ra Orrak na Rock Islands, gdzie pozyskiwano minerały do wykucia kamieni, oraz Mangyol Stone Money Bank i O'Keefe Island w mikronezyjskim stanie Yap. We wszystkich tych miejscach zachowały się liczne świadectwa ludzkiej działalności związanej z produkcją kamieni, m.in. pozostałości skalnych obozowisk, dawnych kopalni, narzędzia, wykończone i niewykończone kamienie rai i inne. Wykopaliska archeologiczne w rejonie Chelechol ra Orrak odsłoniły również miejsca pochówku człowieka liczące ponad 3 tys. lat. Są to najstarsze cmentarzyska odnalezione dotąd w Oceanii.